# Миранда, Ана
Ана Миранда (порт. Ana Maria Nóbrega Miranda, 19 августа 1951, Форталеза) — бразильская писательница и киноактриса.

## Биография
Росла в Рио-де-Жанейро и в Бразилиа, где работал инженером-строителем её отец. В 1969 вернулась в Рио-де-Жанейро, училась живописи. Дебютировала стихами, но успех ей принёс первый же исторический роман Уста преисподней (1989), посвящённый бразильскому барочному поэту-сатирику Грегориу де Матосу и названный его прозвищем; роман был переведён на многие языки, получил крупнейшую национальную премию Жабути, популярная газета O Globo включила его в список 100 лучших португалоязычных романов XX века. Большинство последующих романов писательницы также построены на историческом и историко-литературном материале. Автор нескольких книг стихов и прозы для детей.
Ана Миранда была приглашённым писателем в университетах США (Стэнфорд, Беркли, Йель) и Италии (Римский университет), в 1999—2003 представляла Бразилию в Латинском Союзе. В 1970-х годах активно снималась в кино и на телевидении.

## Избранные произведения
- Ангелы и демоны/ Anjos e Demônios, José Olympio Editora/INL, Rio de Janeiro, 1978 (стихи)
- Celebrações do Outro, Editora Antares, Rio de Janeiro, 1983 (стихи)
- Уста Преисподней/ Boca do Inferno, Editora Companhia das Letras, São Paulo, 1989 (роман, премия Жабути)
- Портрет короля/ O Retrato do Rei, Companhia das Letras, São Paulo, 1991 (роман)
- Sem Pecado, Companhia das Letras, São Paulo, 1993 (роман)
- A Última Quimera, Companhia das Letras, SP, 1995 (роман о бразильском поэте-символисте Аугушту душ Анжуш)
- Clarice, Companhia das Letras, São Paulo, 1996 (повесть о Клариси Лиспектор)
- Desmundo, Companhia das Letras, SP, 1996 (исторический роман, экранизирован Аленом Френо в 2002, музыка Джона Нешлинга, фильм удостоен многочисленных премий)
- Амрик/ Amrik, Companhia das Letras, SP, 1997 (роман о судьбах ливанских иммигрантов в Бразилии конца XIX века)
- Noturnos, Companhia das Letras, São Paulo, 1999 (новеллы)
- Caderno de sonhos, Editora Dantes, Rio, 2000 (дневник)
- Dias & Dias, Companhia das Letras, SP, 2002 (роман о бразильском поэте-романтике Антониу Гонсалвише Диаше, премия Жабути, премия Бразильской академии литературы)
- Prece a uma aldeia perdida, Editora Record, São Paulo, 2004 (стихотворения)
- Yuxin, alma, Companhia das Letras, São Paulo, 2009 (роман)
- O diabo é um homem bom, Chiado Editora, Lisboa, 2012 (роман)